# Hjälp! (TV-serie)
Hjälp! är en svensk karaktärs- och sketchkomediserie som hade premiär 26 januari 2007. Serien bygger på en originalidé av Anders S. Nilsson och Gustaf Skördeman. Den första säsongen bestod av 10 avsnitt, de två senare av 8 vardera. Samtliga 26 avsnitt har sänts på fredagar på TV4.

## Handling
Hjälp! handlar om vanliga människor med ovanligt stora problem, och nästan alla behöver mer eller mindre akut hjälp. De flesta söker sig till den belevade psykologen Jeanette, som tar emot de mest skiftande patienter. Bland dem finns den självmordsbenägne Reine Bok, den aggressive Örjan Lax, den empatifattiga läkaren Jasmine, och flera andra. Ofta blir hennes råd missuppfattade, vilket leder till stora problem för både patienterna själva och deras omgivning.
Psykologen spelas av Stina Ekblad och i rollerna som patienterna syns bland annat Sissela Kyle, Johan Rheborg, Felix Herngren, Morgan Alling, Robert Gustafsson, Annika Andersson och flera andra. I säsong tre medverkar även den amerikanske skådespelaren Chevy Chase.

## Medverkande
- Stina Ekblad - Jeanette Plaszczyk
- Felix Herngren - Benjamin Turesson
- Johan Rheborg - Örjan Lax
- Chevy Chase - Dan Carter
- Robert Gustafsson - Papa Papadopolous
- Johan Glans - Reine Bok
- Sissela Kyle - Mona Plaszczyk/Sture/Gurli
- Morgan Alling - Lars Magnus Ericsson
- Anna Blomberg - Marina Huge/Birgitta Bollerud
- Petra Mede - Viviann Ericsson
- Sissela Benn - Filippa Bark
- Peter Magnusson - Clemens
- Annika Andersson - Jasmine
- Gustaf Hammarsten - Mats Bolling
- Anna Pettersson - Therese Bolling
- Hassan Brijany - Tito
- Per Andersson - Dagmar

## Säsong 1

### Handling
I säsong ett får vi för första gången stifta bekantskap med psykologen Jeanette Plaszczyk. Hon har en mottagning i Stockholm där hon vänligt tar emot patienter. Patienterna är olika oss men de är alla lika varandra. De tycker sig leva i en värld som inte förstår dem. Benjamin är konflikträdd och lever motvilligt med sin man Tito. Reine Bok känner att han inte kan kontrollera saker så mycket han vill och bestämmer sig därför att ta livet av sig. Örjan har en väldigt kort stubin och ett tålamod som hela tiden står på en smal klippavsats. LM Ericsson blir upphetsad av allt och har då svårt att röra sig bland folk. Mona vill hämnas på sin fastighetsskötare Alex. Marina är besatt av att slå rekord och efter hur många försök som helst har Mats och Therese fortfarande inte haft sex. Jeanette hjälper gärna allihopa men hennes råd misstolkas ofta och det blir inte bättre av hennes assistent Papa stör henne hela tiden.

## Säsong 2

### Handling
Jeanette tar som vanligt emot sina galna patienter som alla är nära nervsammanbrott. Örjan har fått ett livsfarligt och hysteriskt återfall. Hennes nya patient läkaren Jasmine Sollberg kan komiskt nog inte känna en gnutta empati för sina patienter. Reine slutar att gå i terapi och försöker istället koncentrera sig på olika sätt att dö. Men det kanske värsta av allt är att Benjamin - efter ödesdigert missförstånd - fick kvinnliga organ. Jeanette har också fått en ny assistent, Filippa Bark, en mycket egensinnig kvinna som sköter jobbet som receptionist på ett mycket eget sätt samt en fjollig vaktmästare, Clemens.

## Säsong 3

### Handling
Dan Carter har kommit från USA till Sverige för att spela in en dokumentär om Sverige till TV-serien Travel Report som sänds på den internationella TV-kanalen USBC. Men hans humör brister och det slutar med att han blir strandsatt i Sverige. Men då lurar han i en säkerhetsvakt att han är från CIA och vakten gör allt han kan för att tillfredsställa Dan. Vakten heter Örjan Lax och han går fortfarande på terapi hos Jeanette som förutom honom tar emot flera andra patienter på sitt nya kontor. Bland annat Benjamin som har fått tillbaka sina manliga könsorgan men även dragits in i en finsk rånarliga och han söks snart upp av sitt muslimska ex Tito och vi får också stifta bekantskap med Titos bror Mohammed och hans familj. Och LM har kommit tillbaka fast gift med kirurgen Viviann och tillsammans kommer de till Jeanette. Men Jeanette störs av den nya vaktmästaren Sture som dividerar om vattenskador och elektricitet, och dessutom tappar hon en hel del patienter på grund av sin nya receptionist Birgitta som hittar på historier om den snälla psykologen.

## Läkemedelsindustrin informerar
Läkemedelsindustrin: Marcus Palm, Gustaf Skördeman, Håkan Jäder och Petra Mede
I säsong två av Hjälp! infördes en programpunkt kallad Läkemedelsindustrin informerar. Programpunkten består av "reklamfilmer" för diverse läkemedel. "Reklamfilmerna" är en parodi på riktig läkemedelsreklam som förekommer i de kommersiella TV-kanalerna.

## Hej Lobotomi!
I tredje säsongen fanns det en programpunkt som hette Hej Lobotomi! med komikern Per Andersson. Det var en frågespalt som kallades Fråga Dagmar där man skickade frågor till den lobotomerade Dagmar som svarade på dessa så gott han kunde.

## DVD
Den 14 mars 2007 släpptes den första säsongen i sin helhet på DVD (2 skivor), drygt två veckor innan det sista avsnittet visades på TV. Det sista avsnittet visades den 30 mars 2007.
Den 9 april 2008 släpptes säsong två på DVD. Det gjordes även senare en box med säsong ett och två tillsammans. Säsong tre kom ut på DVD den 22 april 2009.

## Musik
Seriens signaturmelodi är hämtad från Pobre Diablo med Julio Iglesias. Mellan scenerna hörs också korta stycken av Kiss med Art of Noise och Tom Jones.